# Taalunie Toneelschrijfprijs
De Taalunie Toneelschrijfprijs is sinds 1993 een jaarlijkse prijs die door de Nederlandse Taalunie wordt uitgereikt aan de auteur van een oorspronkelijk Nederlandstalig toneelstuk dat in het voorafgaand seizoen zijn theaterpremière heeft beleefd. Aan de prijs is een bedrag van 10.000 euro verbonden. De prijs is de opvolger van de van 1988 tot 1992 uitgereikte Nederlands-Vlaamse Toneelschrijfprijs. Sinds 2018 heet de onderscheiding niet langer de Taalunie Toneelschrijfprijs maar kortweg Toneelschrijfprijs en valt de organisatie in handen van de Taalunie, het Vlaams Fonds voor de Letteren, het Fonds Podiumkunsten en het Nederlands Letterenfonds.
De Taalunie Toneelschrijfprijs is naast De Inktaap en de driejaarlijkse Prijs der Nederlandse Letteren een van de prijzen die door de Nederlandse Taalunie wordt toegekend.

## Laureaten
Winnaars Nederlands-Vlaamse Toneelschrijfprijs (1988-1992)
- 1988: Frans Strijards - Hitchcocks driesprong
- 1989: Judith Herzberg - Kras
- 1990: Alex van Warmerdam - Het Noorderkwartier
- 1990: Arne Sierens - Mouchette
- 1991: Jan Decorte - Meneer, de zot en het kind
- 1992: Suzanne van Lohuizen - Het huis van mijn leven en Heb je mijn kleine jongen gezien

Winnaars Taalunie Toneelschrijfprijs (1993-2017)
- 1993: Tom Jansen - "SCHADE/Schade"
- 1994: Karst Woudstra - "De stille grijzen van een winterse dag in Oostende"
- 1995: Koos Terpstra - "De Troje Trilogie"
- 1996: Rob de Graaf - "2Skin"
- 1997: Geertrui Daem - "Het moederskind"
- 1998: Peer Wittenbols - "April (1864 - 1889)"
- 1999: Paul Pourveur - "Stiefmoeders"
- 2000: Ramsey Nasr - "Geen lied"
- 2001: Luk Perceval en Peter Verhelst - "Aars!"
- 2002: Peter De Graef - "Niks"
- 2003: Jeroen van den Berg - "Blowing"
- 2004: David Van Reybrouck - "Die Siel van die Mier"
- 2005: Anna Enquist, Antoine Uitdehaag en Anne Vegter - "Struisvogels op de Coolsingel"
- 2006: Kris Cuppens - "Lied"
- 2007: Rob de Graaf - "Vrede"
- 2008: Filip Vanluchene - "Citytrip"
- 2009: Stijn Devillé - "Hitler is dood"
- 2010: Lot Vekemans - "Gif"
- 2011: Alex van Warmerdam - "Bij het kanaal naar links".
- 2012: Ad de Bont - "Mehmet, de veroveraar".
- 2013: Bernard Dewulf - "Een Lolita".
- 2014: Freek Vielen - "Dracula".
- 2015: Freek Mariën - "Wachten en andere heldendaden".
- 2016: Magne van den Berg - "Ik speel geen Medea".[1]
- 2017: Ilja Leonard Pfeijffer - "De advocaat".[2]

Winnaars Toneelschrijfprijs (2018 - )
- 2018 Eric de Vroedt - voor de tekst van zijn theatermarathon The Nation
- 2019: Nima Mohaghegh en Saman Amini - A Seat at the Table [3]
- 2020: Casper Vandeputte en  Vincent van der Valk - Immens
- 2021: Niet uitgereikt[4]
- 2021-2022: Mathieu Wijdeven en Raoul de Jong - Het waarom beantwoord
- 2023 - Maarten van Hinte - Queen of Disco
- 2024 - Romana Vrede - Tijd zal ons leren